# Vaidotas Antanaitis
Vaidotas Antanaitis (ur. 27 sierpnia 1928 w Anitavie w rejonie poniewieskim, zm. 14 lipca 2018) – litewski inżynier leśnik, dyplomata, polityk i działacz społeczny, profesor, minister leśnictwa w latach 1990–1992.

## Życiorys
W latach 1947–1949 studiował na Uniwersytecie Wileńskim, a w latach 1949–1952 w Akademii Techniki Leśnej w Leningradzie. W 1957 ukończył aspiranturę w Instytucie Techniki Leśnej w Moskwie, a w 1969 studia doktoranckie w Litewskiej Akademii Rolniczej.
W latach 1952–1954 pracował jako inżynier w Moskiewskim Przedsiębiorstwie Projektów Leśnych. Od 1957 był naczelnym inżynierem w litewskim przedsiębiorstwie projektów leśnych. W latach 1960–1988 pracował jako docent i profesor w Litewskiej Akademii Rolniczej.
Od 1988 był zaangażowany w działalność Sąjūdisu. W 1989 został wybrany na Zjazd Deputowanych Ludowych ZSRR. W latach 1989–1990 był przewodniczącym podkomitetu ds. ekologii radzieckiej Rady Najwyższej.
W 1990 został powołany na stanowisko ministra leśnictwa w pierwszym rządzie niepodległej Litwy. Zachował stanowisko w dwóch kolejnych gabinetach do 1992. W latach 1992–1993 pełnił funkcję ambasadora Litwy w Niemczech. Od 1997 do 1998 przewodniczył Związkowi Litewskich Narodowców.
Był autorem około 20 książek i 400 artykułów na temat leśnictwa oraz ekologii.

## Odznaczenia
- Krzyż Komandorski Orderu Wielkiego Księcia Giedymina – 2000[2]
- Medal Niepodległości Litwy – 2000[2]
- Medal Rady Bałtyckiej – 2009[3]